# Harry Potter en de Geheime Kamer (soundtrack)

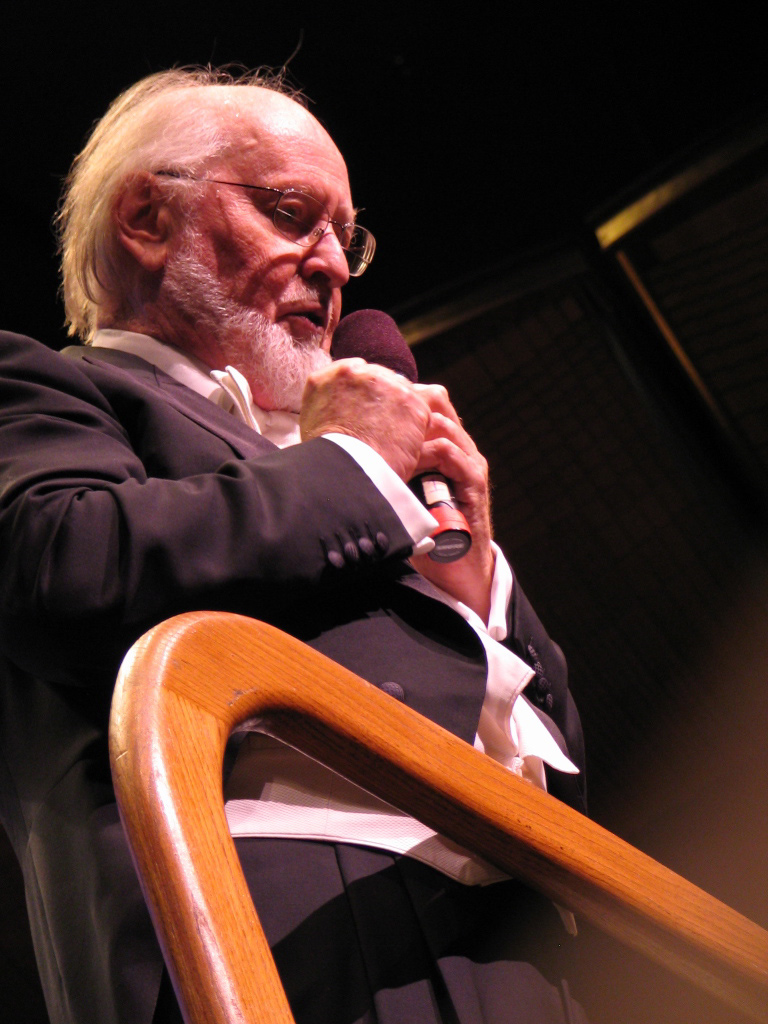
De componist John Williams

De original motion picture soundtrack van de tweede Harry Potter verfilming verscheen op 12 november 2002, enkele dagen voor de release van de film. Wegens tijdgebrek schakelde John Williams William Ross in om de score te dirigeren. Naast zijn werk samen met vele andere bekende filmcomponisten (onder andere Alan Silvestri & Klaus Badelt) en popsterren als Barbra Streisand & Michael Jackson, heeft Ross ook een bekende naam als arrangeur en dirigent. Om dezelfde reden werd ook veel muziek uit de eerste film gerecycleerd.
In dit album zijn er naast Hedwig's Theme, 5 nieuwe muziekthema's te horen: een voor Gladianus Smalhart, een voor de voorstelling van de Geheime Kamer, een voor Jammerende Jenny, een voor Felix de Feniks en een voor de spinnen in het Verboden Bos.

## Nummers
| Nr.: | Titel:                                             | Duur: |
| ---- | -------------------------------------------------- | ----- |
| 1    | Prologue: Book II and The Escape From The Dursleys | 3:31  |
| 2    | Fawkes the Phoenix                                 | 3:45  |
| 3    | The Chamber of Secrets                             | 3:49  |
| 4    | Gilderoy Lockhart                                  | 2:05  |
| 5    | The Flying Car                                     | 4:08  |
| 6    | Knockturn Alley                                    | 1:47  |
| 7    | Introducing Colin                                  | 1:49  |
| 8    | The Dueling Club                                   | 4:08  |
| 9    | Dobby the House Elf                                | 3:27  |
| 10   | The Spiders                                        | 4:32  |

| Nr.: | Titel:                     | Duur: |
| ---- | -------------------------- | ----- |
| 11   | Moaning Myrtle             | 2:05  |
| 12   | Meeting Aragog             | 3:18  |
| 13   | Fawkes is Reborn           | 3:19  |
| 14   | Meeting Tom Riddle         | 3:38  |
| 15   | Cornish Pixies             | 2:13  |
| 16   | Polyjuice Potion           | 3:52  |
| 17   | Cakes for Crabbe and Goyle | 3:30  |
| 18   | Dueling the Basilisk       | 5:02  |
| 19   | Reunion of Friends         | 5:08  |
| 20   | Harry's Wondrous World     | 5:02  |

## Hitnoteringen

### NPO Klassiek Filmmuziek Top 200
| Als Harry Potter 1 t/m 3 in de NPO Klassiek Filmmuziek Top 200 | Als Harry Potter 1 t/m 3 in de NPO Klassiek Filmmuziek Top 200 | Als Harry Potter 1 t/m 3 in de NPO Klassiek Filmmuziek Top 200 | Als Harry Potter 1 t/m 3 in de NPO Klassiek Filmmuziek Top 200 | Als Harry Potter 1 t/m 3 in de NPO Klassiek Filmmuziek Top 200 | Als Harry Potter 1 t/m 3 in de NPO Klassiek Filmmuziek Top 200 | Als Harry Potter 1 t/m 3 in de NPO Klassiek Filmmuziek Top 200 | Als Harry Potter 1 t/m 3 in de NPO Klassiek Filmmuziek Top 200 | Als Harry Potter 1 t/m 3 in de NPO Klassiek Filmmuziek Top 200 | Als Harry Potter 1 t/m 3 in de NPO Klassiek Filmmuziek Top 200 | Als Harry Potter 1 t/m 3 in de NPO Klassiek Filmmuziek Top 200 |
| Jaar                                                           | 2016                                                           | 2017                                                           | 2018                                                           | 2019                                                           | 2020                                                           | 2021                                                           | 2022                                                           | 2023                                                           | 2024                                                           | 2025                                                           |
| -------------------------------------------------------------- | -------------------------------------------------------------- | -------------------------------------------------------------- | -------------------------------------------------------------- | -------------------------------------------------------------- | -------------------------------------------------------------- | -------------------------------------------------------------- | -------------------------------------------------------------- | -------------------------------------------------------------- | -------------------------------------------------------------- | -------------------------------------------------------------- |
| Positie                                                        | 23                                                             | 20                                                             | 9                                                              | 5                                                              | 8                                                              | 8                                                              | 10                                                             | 8                                                              | 8                                                              | 9                                                              |

## Prijzen
| Overwinningen:                                                     | Overwinningen: | Overwinningen: |
| ------------------------------------------------------------------ | -------------- | -------------- |
| BMI Film Music Award                                               | John Williams  |                |
| Critics Choice Award voor Best Composer                            | John Williams  |                |
| Nominaties:                                                        |                |                |
| Grammy Award voor Best Score Soundtrack Album for a Motion Picture | John Williams  |                |